# Heilig Geist (Offenbach-Rumpenheim)

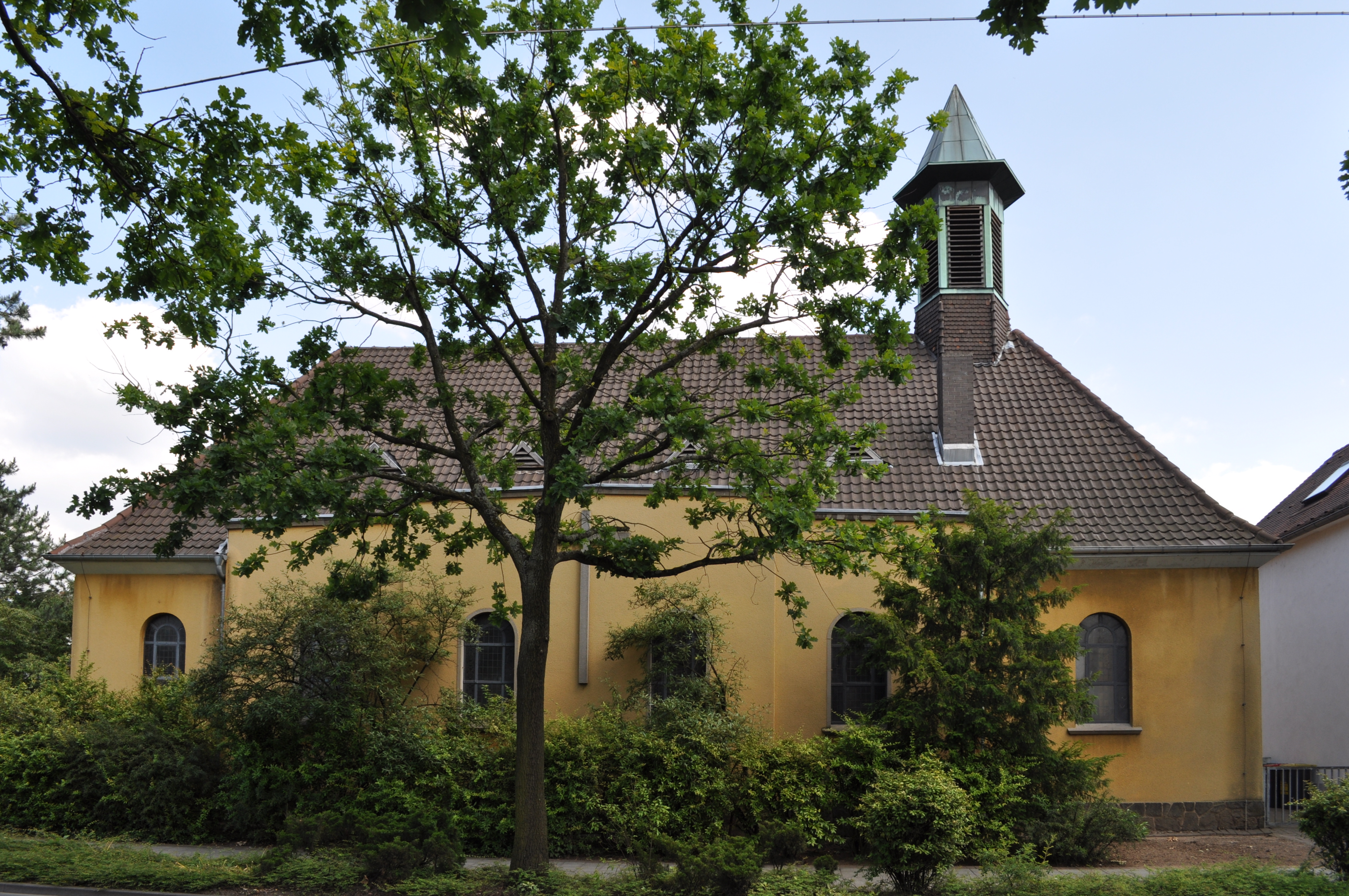
Die katholische Heilig-Geist-Kirche in Offenbach-Rumpenheim

Die römisch-katholische Filialkirche Heilig Geist ist ein im Stil der Neuromanik errichtetes Kirchengebäude in Rumpenheim, einem Stadtteil der südhessischen Großstadt Offenbach am Main. Die Kirchengemeinde gehört zur Pfarrei „St. Franziskus Offenbach“ in der Region Mainlinie im Bistum Mainz.

## Geschichte
Die Heilig-Geist-Kirche wurde nach Plänen von Wilhelm Hass im Stil der Neuromanik erbaut und am 28. Oktober 1930 geweiht. Durch die Pfarreiwerdung Rumpenheims im Jahr 1950 wurde die einstige Bürgeler Filialkirche zur eigenständigen Pfarrkirche erhoben. Eine grundlegende Umgestaltung ihres Innenraums erfolgte 1972. Aufgrund der Vereinigung aller katholischen Pfarreien Offenbachs zu einer Großpfarrei im Jahr 2024 hat Heilig Geist heute wieder den Status einer Filialkirche inne.

## Baubeschreibung
Heilig Geist ist eine kleine neuromanische Saalkirche, die im Zentrum von Rumpenheim an der Bürgeler Straße gelegen ist. Das Gotteshaus besticht vor allem durch seine farbigen Rosetten- und Rundbogenfenster. Im Dachreiter der Kirche ist eine kleine Glocke aufgehängt.

## Orgel
Die heutige Orgel der Heilig-Geist-Kirche wurde 1984 von der Trierer Orgelbaufirma Rudolf Oehms durch Umbau eines älteren Instruments gefertigt. Sie verfügt über 13 Register, verteilt auf zwei Manuale und Pedal.